# 비브라늄
비브라늄(영어: Vibranium, 바이브레니움)은 마블 코믹스의 만화책에서 등장하는 가상의 물질이다. 스탠 리와 존 로미타의 공동 작품 1966년 2월 데어데블 #13에서 처음으로 등장한다. 설정상 비브라늄은 캡틴 아메리카의 방패와 블랙팬서의 슈트와 발톱을 구성하고 있는 물질로 가장 잘 알려져 있다. 비브라늄은 외계행성에서 운석 모양으로 5억년전, 지구에 흩어졌다. 비브라늄은 크게 2가지가 있는데, 남극의 세비지 랜드에서발견된 것과 와칸다에 있는 종류가 있다. 와칸다의 비브라늄은 진동 에너지와 운동 에너지를 흡수하고, 남극의 세비지 랜드비브라늄은 근처에 있는 금속들을 녹여버린다. 캡틴 아메리카의 방패는 와칸다의 비브라늄으로 만들어져있다. 이 비브라늄은 물질이지만 원소로도 판명이 된다.

## 같이 보기
- 아다만티움
- 언옵테늄